# Ordeñita de Barajas
Ordeñita de Barajas es una localidad del estado mexicano de Guanajuato. Es parte del municipio de Pénjamo.

## Demografía
| Gráfica de evolución demográfica |
|                                  |

| Censo | Población |
| ----- | --------- |
| 1900  | 84        |
| 1910  | 35        |
| 1921  | 58        |
| 1930  | 26        |
| 1940  | 675       |
| 1950  | 731       |
| 1960  | 1 076     |
| 1970  | 1 179     |
| 1980  | 1 084     |
| 1990  | 1 043     |
| 2000  | 961       |
| 2010  | 956       |
| 2020  | 1 022     |